# Никитин, Николай Николаевич (тренер)
Никола́й Никола́евич Ники́тин (1895, Москва — 21 сентября 1960, там же) — российский и советский футболист, выступавший на позициях центрального нападающего и полузащитника, и футбольный тренер. Заслуженный тренер СССР (1957). Состоял в КПСС. Отличник физической культуры (1954).

## Биография

### Карьера игрока
Начинал играть в футбол в 1908 году в команде коммерческого училища. С 1910 года играл за младшие команды «Замоскворецкого клуба спорта», с 1912 года начал выступать за основную команду клуба. В составе клуба неоднократно становился чемпионом Москвы. В 1914—1915 и 1920—1921 годах вызывался в сборную Москвы, в 1920 году стал чемпионом РСФСР. В 1914 году призывался в сборную России, но в официальных матчах не играл.
После реорганизации системы футбольных клубов в СССР, выступал в 1923—1924 годах за «Яхт-клуб Райкомвода» (в 1924 году команда называлась «ПКМСФК»). В 1924 году завершил карьеру игрока (по другим сведениям, играл за МСФК и «Трёхгорную мануфактуру» до 1932 года).

### Карьера тренера
В первой половине 1930-х годов работал детским тренером на Стадионе юных пионеров, одновременно в 1933 и 1934 годах тренировал сборные Всесоюзного и Московского советов профсоюзов.
В 1935—1937 годах был главным тренером московского «Торпедо». В сентябре 1938 года возглавил московский «Пищевик», который в том сезоне выступал в группе «А», на следующий год тренировал команду в группе «Б». Затем в течение полутора десятков лет работал в системе «Торпедо», в том числе в 1948—1949 годах снова был главным тренером.
В 1954 году стал одним из основателей и первым начальником московской Футбольной школы молодёжи, в этой должности проработал до 1959 года. В 1957 году Никитину присвоено звание заслуженный тренер СССР.

## Достижения

### В качестве игрока
- Чемпион Москвы: 1914, 1918(в), 1918(о), 1919(в)
- Чемпион РСФСР: 1920